# 拉塔地島
拉塔地島是南極洲的島嶼，位於沙爾科島以南、亞歷山大一世島以西，島嶼長約60公里、寬約40公里，面積3,300平方公里，島上土地被冰雪覆蓋。
70°45′00″S 74°35′00″W / 70.75000°S 74.58333°W